# ريتشارد ويست (صحفي)
ريتشارد ويست (بالإنجليزية: Richard West)‏ هو صحفي بريطاني، ولد في 18 يوليو 1930 في لندن في المملكة المتحدة، وتوفي في 25 أبريل 2015.